# Motýli

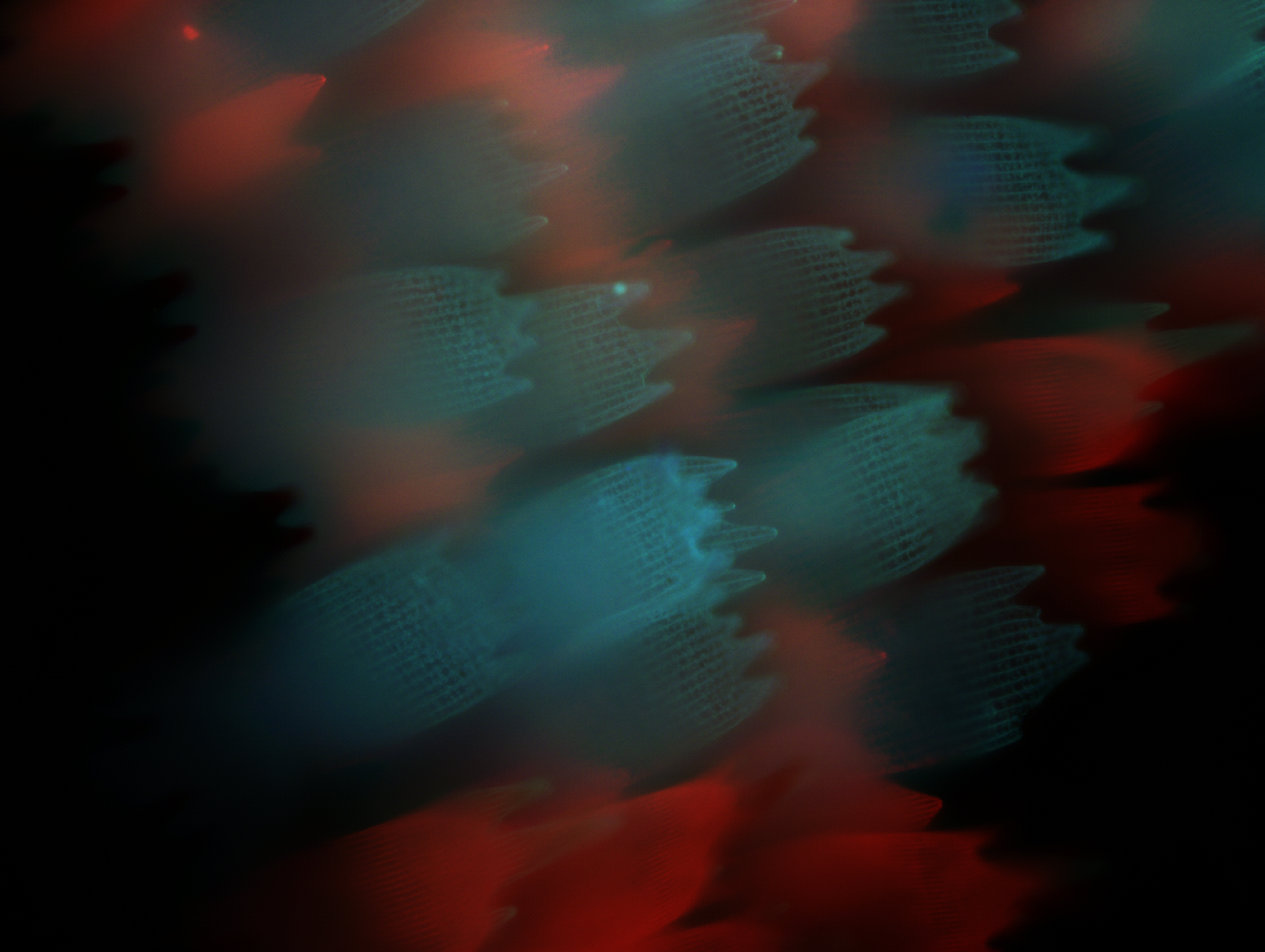
Šupiny na povrchu křídla (Caligo sp.), foceno pod fluorescenčním mikroskopem

Motýli (Lepidoptera Linnaeus, 1758) tvoří třetí největší řád hmyzu, hned po broucích a dvoukřídlých. Jsou rozšířeni na celém světě kromě Antarktidy, řád čítá kolem 180 000 druhů. Motýly se zabývá lepidopterologie.

## Charakteristika řádu
Typickým znakem motýlů jsou dva páry vzdušnicemi protkaných křídel, která jsou pokryta drobnými šupinkami (squamulae). Šupinky pokrývají hustě rub i líc křídel a překrývají se jako tašky na střeše. Lesklé zbarvení motýlích křídel je způsobeno lomem světla na těchto šupinkách a společně s pigmenty pteriny dávají vzniknout nádherným barvám, které jsou vlastní tisícům motýlích druhů.
Vědecký název motýlů, lepidoptera, znamená „šupinokřídlí“. Ve starší české literatuře jsou pak motýli skutečně označování jako šupinokřídlý hmyz.
Motýli z čeledi nesytkovitých (Sesiidae), mají křídla krytá šupinkami jen první dny po vylíhnutí z kukly, později šupinky ztrácejí a nakonec mají křídla průhledná, bez šupinek, má to prostý důvod – ochrana před nepřáteli. Připomínají totiž blanokřídlé (tj. vosy a sršně).

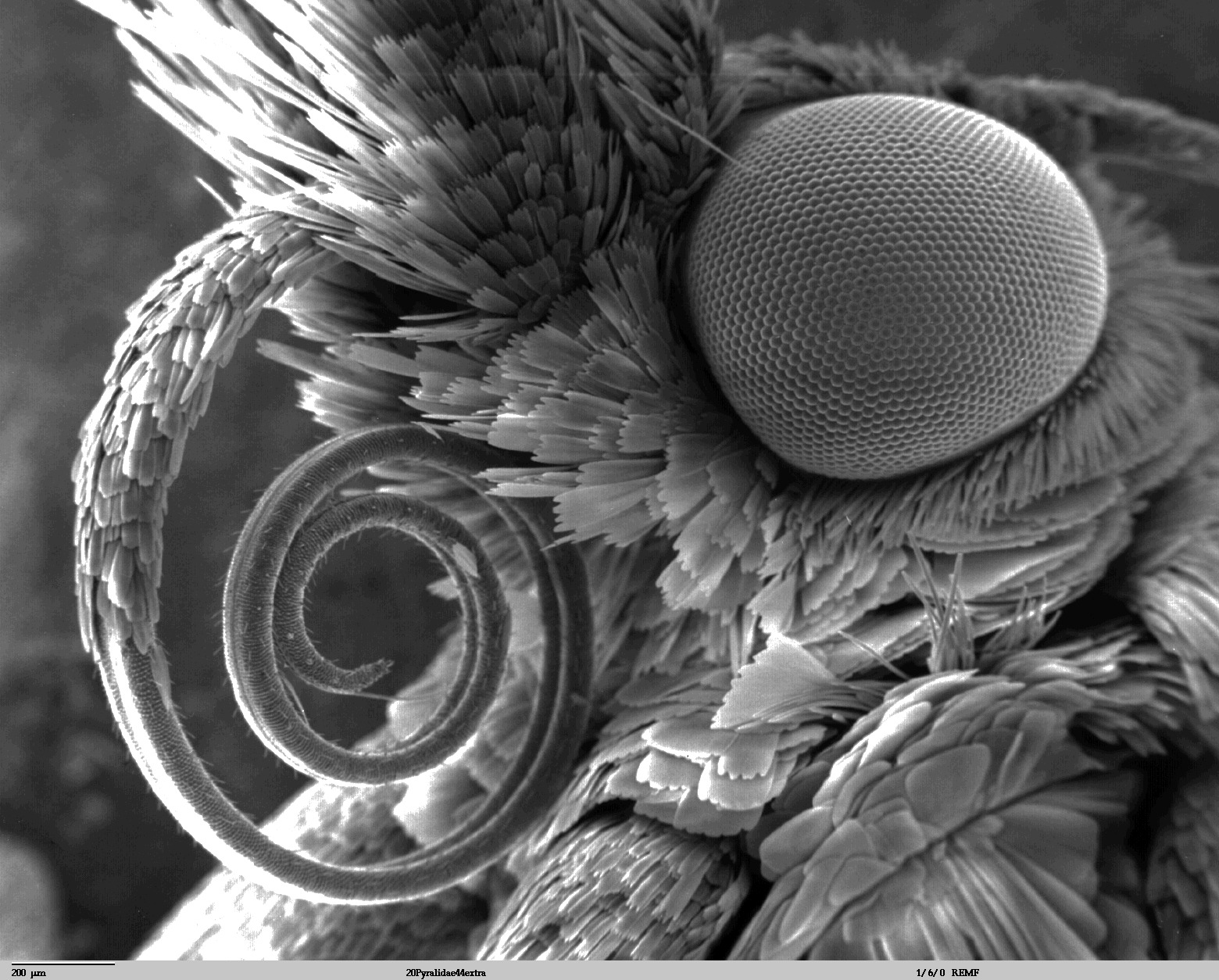
Motýlí sosák pod elektronovým mikroskopem

Dalším znakem motýlů je savé ústní ústrojí dospělců (sosák). V klidu je stočené a když dojde k podráždění chuťového ústrojí na chodidlech, reflexivně se natáhne.
Primitivní čeleď chrostíkovníkovitých sosák nemá, některé druhy motýlů mají ústní ústrojí zakrnělé a v dospělosti nepřijímají potravu. Obecně ale platí, že dospělí motýli se živí nektarem a jsou tak užiteční jako opylovači květů. Pomáhá jim v tom statická elektřina.
Motýli jsou gonochoristé s dokonalou proměnou. Jejich larvy, housenky, mají kousací ústní ústrojí, až na výjimky jsou býložravé a specializované na určitý druh rostliny nebo rostlinnou čeleď. Tělo housenky se skládá z hrudi, která nese tři páry článkovaných končetin, a zadečku tvořeného deseti články s různým počtem panožek.

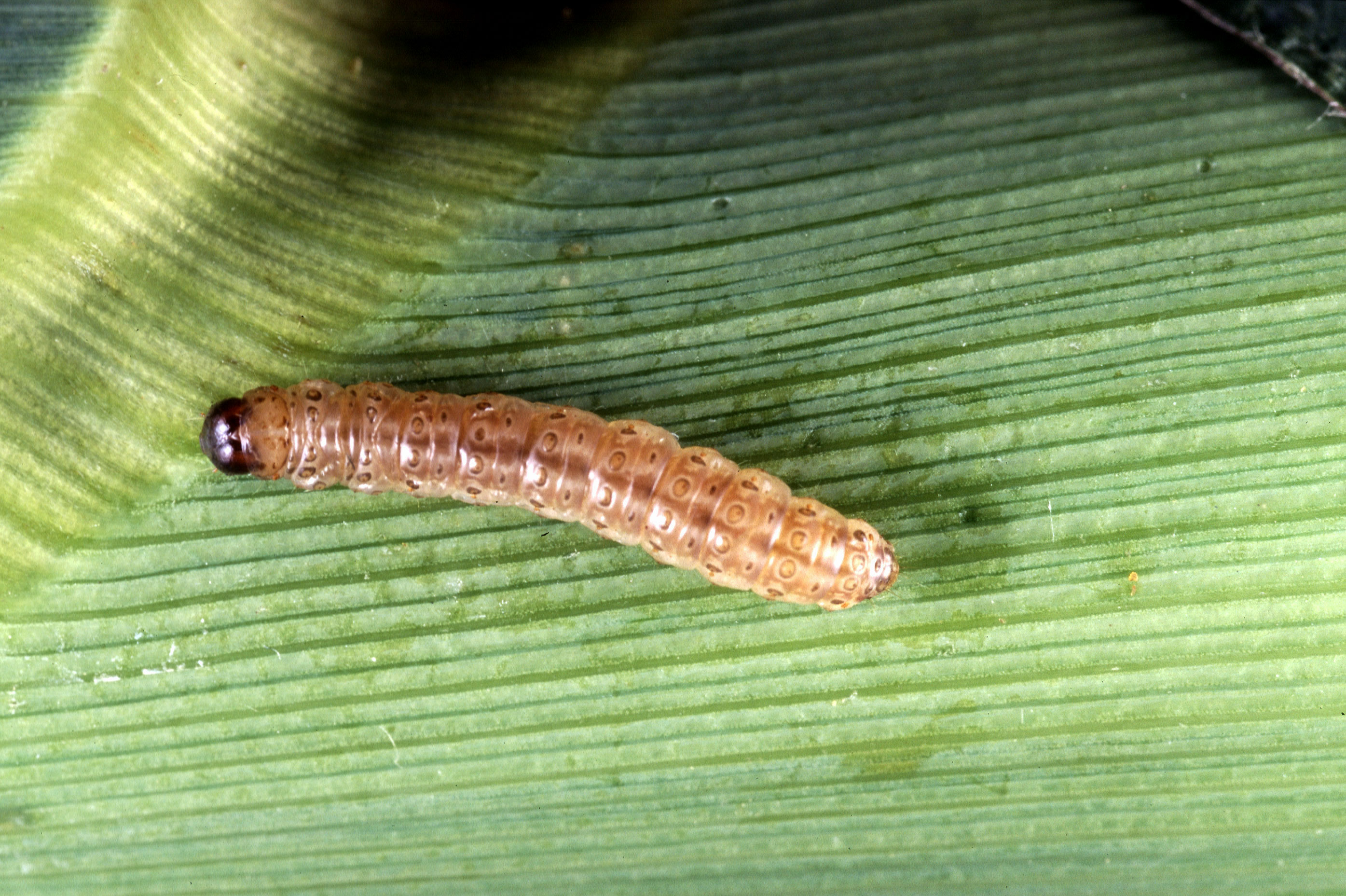
Housenka

Housenky jsou vítanou potravou mnoha živočichů, mnoho druhů se pasivně chrání pomocí trnů, chlupů, nepříjemné chuti nebo zápachu či jen pomocí ochranného zbarvení.
Samičky kladou až několik tisíc vajíček, zpravidla na rostlinu, kterou se živí housenky. Housenky se živí rostlinnou potravou a po určité době se zakuklí. Většina housenek spřádá vlákna, některé druhy předou společná hnízda (bourovec prsténčivý) nebo kokony.
Motýli, kteří nežijí v tropických oblastech, musejí vyřešit problém přežití zimy. Nejčastěji přezimují pouze vývojová stadia – housenky nebo kukly. Někdy přezimují dospělí motýli (např. babočka kopřivová, žluťásek řešetlákový). Některé druhy jsou tažné (babočka admirál, babočka bodláková, monarcha stěhovavý).

## Evoluce
Podle nových poznatků se první zástupci skupiny Lepidoptera objevují na začátku druhohorní éry, konkrétně na přelomu triasu a jury (asi před 200 miliony let). Dokládají to objevy fosilních šupinek z křídel, učiněné na území severního Německa.

## Motýli a člověk
Krásu motýlích křídel i schopnost dospělých motýlů opylovat květy člověk odedávna vítal a uznával. Avšak housenky některých druhů mohou působit značné škody. Některé druhy se živí kulturními rostlinami (např. bělásek zelný, píďalka zhoubná) nebo způsobují „červivost“ ovoce (např. obaleč jablečný, obaleč švestkový), jiné znehodnocují potraviny (např. mol obilný, zavíječ moučný, zavíječ domácí) či tkaniny (mol šatní). Nechvalně známá bekyně mniška při přemnožení způsobuje holožíry a zničení tisíců hektarů lesa. V poslední době se na území ČR rozšířila nepůvodní klíněnka jírovcová, která poškozuje listy jírovce maďalu. V Česku zatím nemá přirozeného nepřítele.
Bourec morušový je domestikovaným druhem motýla, dospělci nejsou schopni přežít bez pomoci člověka. Vlákno ze zámotků se spřádá na surové hedvábí, samotné kukly slouží jako potravina.

## Motýli a můry
Motýli se běžně dělí na denní a noční motýly, takzvané soumračné, toto dělení je ale účelové a neodpovídá vědeckému systému.
Rozdíly mezi denním a nočním motýlem:

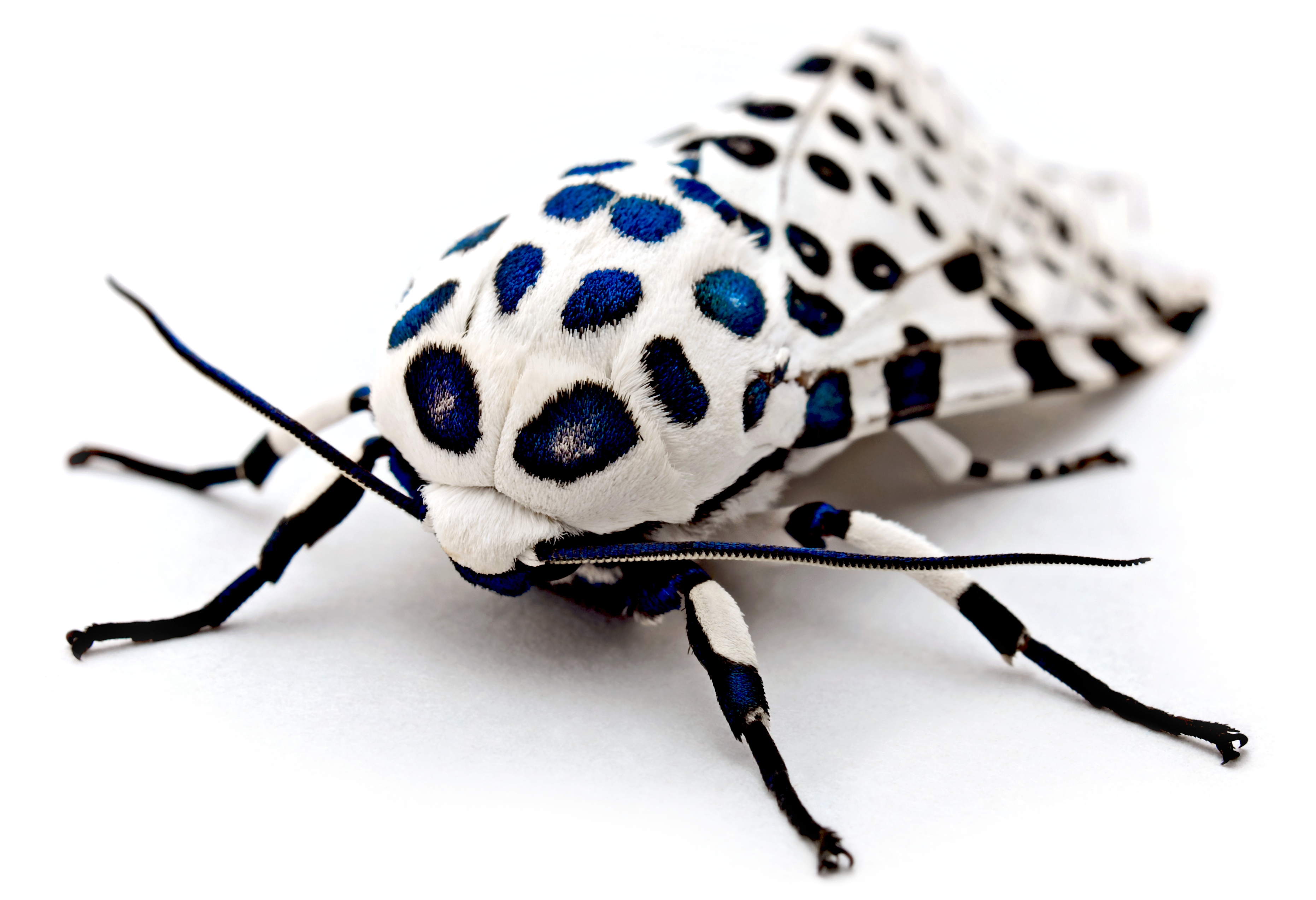
Hypercompe scribonia, typický zástupce můry

- Noční motýli jsou obvykle aktivní v noci, ale existují výjimky. Jsou noční motýli, kteří jsou aktivní ve dne, ale denní motýli v noci nikoliv.
- Sedící noční motýli většinou drží křídla střechovitě složená, denní motýli odpočívají s křídly složenými nad tělem.
- Lidový název „můra“ pro noční motýly je používán i biology, ale v užším smyslu – jako národní rodové jméno mnoha zástupců čeledi můrovitých (Noctuidae).[5]

## Systém motýlů
Řád motýli zahrnuje asi 130 čeledí, v systému motýlů ale nepanuje přílišná shoda mezi jednotlivými autory.

### Seznam v současnosti uznávaných čeledí
| Čeleď                                                       | Alternativní zařazení                                                                               |
| ----------------------------------------------------------- | --------------------------------------------------------------------------------------------------- |
| Acanthopteroctetidae Davis, 1978                            | |
| Acrolepiidae Heinemann, 1870                                | zápředníčkovití (Plutellidae) nebo předivkovití (Yponomeutidae)                                     |
| Acrolophidae                                                | molovití (Tineidae)                                                                                 |
| adélovití (Adelidae Bruand, 1851)                           | |
| Agathiphagidae Kristensen, 1967                             | |
| pupenovkovití (Agonoxenidae Meyrick, 1926)                  | pouzdrovníčkovití (Coleophoridae) nebo trávníčkovití (Elachistidae)                                 |
| Aididae                                                     | Megalopygidae                                                                                       |
| pernatěnkovití (Alucitidae Leach, 1815)                     | |
| Anomoeotidae                                                | |
| Anomosetidae                                                | |
| Anthelidae                                                  | |
| přástevníkovití (Arctiidae Leach, 1815)                     | |
| Arrhenophanidae                                             | |
| Axiidae Rebel, 1919                                         | můrovití (Noctuidae)                                                                                |
| Batrachedridae Heinemann & Wocke, 1876                      | pouzdrovníčkovití (Coleophoridae), zdobníčkovití (Cosmopterigidae) nebo vrbkovníčkovití (Momphidae) |
| Bedelliidae Meyrick, 1880                                   | podkopníčkovití (Lyonetiidae)                                                                       |
| drsnohřbetkovití (Blastobasidae Meyrick, 1894)              | pouzdrovníčkovití (Coleophoridae)                                                                   |
| bourcovití (Bombycidae Latreille, 1802)                     | |
| stepníčkovití (Brachodidae Heppner, 1979)                   | klínovníčkovití (Glyphipterigidae)                                                                  |
| brahminovití (Brahmaeidae Swinhoe, 1892)                    | |
| chobotníčkovití (Bucculatricidae Wallengren, 1881)          | |
| Callidulidae                                                | |
| Carposinidae Walsingham, 1897                               | |
| Carthaeidae                                                 | |
| kastniovití (Castniidae)                                    | |
| Cecidosidae                                                 | kovovníčkovití (Incurvariidae)                                                                      |
| molovenkovití (Choreutidae Stainton, 1854)                  | klínovníčkovití (Glyphipterigidae)                                                                  |
| pouzdrovníčkovití (Coleophoridae Bruand, 1851)              | |
| Copromorphidae                                              | |
| zdobníčkovití (Cosmopterigidae Heinemann & Wocke, 1876)     | |
| drvopleňovití (Cossidae Leach, 1815)                        | |
| travaříkovití (Crambidae Latreille, 1810)                   | zavíječovití (Pyralidae)                                                                            |
| Crinopterygidae Spuler, 1898                                | |
| Cyclotornidae                                               | |
| Dalceridae                                                  | |
| Doidae Donahue & Brown, 1987                                | přástevníkovití (Arctiidae)                                                                         |
| chvějivkovití (Douglasiidae Heinemann & Wocke, 1876)        | |
| srpokřídlecovití (Drepanidae Boisduval, 1828)               | |
| Dudgeoneidae                                                | |
| trávníčkovití (Elachistidae Bruand, 1851)                   | |
| strakáčovití (Endromidae Boisduval, 1828)                   | |
| Epermeniidae Spuler, 1910                                   | |
| Epicopeiidae                                                | |
| Epipyropidae Dyar, 1903                                     | |
| Eriocottidae Spuler, 1898                                   | kovovníčkovití (Incurvariidae)                                                                      |
| drobnokřídlíkovití (Eriocraniidae Tutt, 1899)               | |
| skvrnuškovití (Ethmiidae Busck, 1909)                       | trávníčkovití (Elachistidae)                                                                        |
| Eupterotidae                                                | |
| Galacticidae                                                | zápředníčkovití (Plutellidae)                                                                       |
| makadlovkovití (Gelechiidae Stainton, 1854)                 | |
| píďalkovití (Geometridae Leach, 1815)                       | |
| klínovníčkovití (Glyphipterigidae Stainton, 1854)           | |
| vzpřímenkovití (Gracillariidae Stainton, 1854)              | |
| Hedylidae                                                   | píďalkovití (Geometridae)                                                                           |
| Heliodinidae Heinemann & Wocke, 1876                        | |
| bronzovníčkovití (Heliozelidae Heinemann & Wocke, 1877)     | |
| hrotnokřídlecovití (Hepialidae Stephens, 1829)              | |
| soumračníkovití (Hesperiidae Latreille, 1809)               | |
| Heterobathmiidae                                            | chrostíkovníkovití (Micropterigidae)                                                                |
| Heterogynidae Herrich-Schäffer, 1846                        | |
| Himantopteridae                                             | |
| Holcopogonidae Gozmany, 1967                                | Autostichidae                                                                                       |
| Hyblaeidae                                                  | |
| Immidae Heppner, 1977                                       | klínovníčkovití (Glyphipterigidae)                                                                  |
| kovovníčkovití (Incurvariidae Spuler, 1898)                 | |
| Lacturidae                                                  | předivkovití (Yponomeutidae)                                                                        |
| bourovcovití (Lasiocampidae Harris, 1841)                   | |
| Lecithoceridae Le Marchand, 1947                            | makadlovkovití (Gelechiidae)                                                                        |
| pabourovcovití (Lemoniidae Dyar, 1896)                      | |
| slimákovcovití (Limacodidae Duponchel, 1845)                | |
| Lophocoronidae Common, 1973                                 | |
| modráskovití (Lycaenidae Leach, 1815)                       | |
| bekyňovití (Lymantriidae Hampson, 1893)                     | |
| podkopníčkovití (Lyonetiidae Stainton, 1854)                | |
| Lypusidae Heinemann, 1870                                   | molovití (Tineidae), vakonošovití (Psychidae) nebo předivkovití (Yponomeutidae)                     |
| Megalopygidae                                               | |
| Metachandidae Meyrick, 1911                                 | krásněnkovití (Oecophoridae)nebo makadlovkovití (Gelechiidae)                                       |
| chrostíkovníkovití (Micropterigidae Herrich-Schäffer, 1855) | |
| Mimallonidae                                                | |
| Mirinidae                                                   | bourcovití (Bombycidae)                                                                             |
| Mnesarchaeidae                                              | |
| vrbkovníčkovití (Momphidae Herrich-Schäffer, 1857)          | pouzdrovníčkovití (Coleophoridae)                                                                   |
| Neopseustidae                                               | |
| Neotheoridae Kristensen, 1978.                              | |
| drobníčkovití (Nepticulidae Stainton, 1854)                 | |
| můrovití (Noctuidae Latreille, 1809)                        | |
| drobnuškovití (Nolidae Hampson, 1894)                       | můrovití (Noctuidae)                                                                                |
| hřbetozubcovití (Notodontidae Stephens, 1829)               | |
| babočkovití (Nymphalidae Swainson, 1827)                    | |
| krásněnkovití (Oecophoridae Bruand, 1851)                   | |
| Oenosandridae Miller, 1991                                  | hřbetozubcovití (Notodontidae)                                                                      |
| třásníčkovití (Opostegidae Meyrick, 1893)                   | |
| Palaeosetidae                                               | |
| Palaephatidae                                               | molovití (Tineidae)                                                                                 |
| Pantheidae Smith, 1898                                      | můrovití (Noctuidae)                                                                                |
| otakárkovití (Papilionidae Latreille, 1802)                 | |
| běláskovití (Pieridae Duponchel, 1835)                      | |
| zápředníčkovití (Plutellidae Guenee, 1845)                  | předivkovití (Yponomeutidae)                                                                        |
| skvrnovníčkovití (Prodoxidae Riley, 1881)                   | |
| Prototheoridae                                              | |
| vakonošovití (Psychidae Boisduval, 1828)                    | |
| Pterolonchidae Meyrick, 1918                                | pouzdrovníčkovití (Coleophoridae)                                                                   |
| pernatuškovití (Pterophoridae Zeller, 1841)                 | |
| zavíječovití (Pyralidae Latreille, 1802)                    | |
| pestrobarvcovití (Riodinidae Grote, 1895)                   | modráskovití (Lycaenidae)                                                                           |
| mosazníčkovití (Roeslerstammiidae Bruand, 1850)             | |
| martináčovití (Saturniidae Boisduval, 1837)                 | |
| malinovníčkovití (Schreckensteiniidae Fletcher, 1929)       | |
| smutníčkovití (Scythrididae Rebel, 1901)                    | |
| Sematuridae                                                 | |
| nesytkovití (Sesiidae Boisduval, 1828)                      | |
| Simaethistidae                                              | zavíječovití (Pyralidae)                                                                            |
| Somabrachyidae Hampson, 1920                                | Megalopygidae                                                                                       |
| lišajovití (Sphingidae Latreille, 1802)                     | |
| Symmocidae Gozmany, 1957                                    | Autostichidae                                                                                       |
| okenáčovití (Thyrididae Herrich-Schäffer, 1846)             | |
| molovití (Tineidae Latreille, 1810)                         | |
| Tineodidae Meyrick, 1885                                    | |
| minovníčkovití (Tischeriidae Spuler, 1898)                  | |
| obalečovití (Tortricidae Latreille, 1802)                   | |
| urániovití (Uraniidae)                                      | |
| Urodidae Kyrki, 1984                                        | |
| Whalleyanidae                                               | okenáčovití (Thyrididae)                                                                            |
| předivkovití (Yponomeutidae Stephens, 1829)                 | |
| člunkovcovití (Ypsolophidae Guenee, 1845)                   | předivkovití (Yponomeutidae)                                                                        |
| vřetenuškovití (Zygaenidae Latreille, 1809)                 | |

## Významné sbírky

### Motýlí domy
Speciální zoologické a botanické zahrady se živými motýly. Během posledních 30 let jich byly otevřeny stovky po celém světě, některé nesou název Motýlí domy, Butterfly garden, jiné Papilliorama.

### Muzea
- Natural History Museum v Londýně má nejstarší a jednu z největších sbírek motýlů na světě. Kromě toho pořádá tzv. Motýlí víkendy s předváděním živých motýlů
- Mnichovské Muzeum Witt má největší sbírku můr na světě.
- Hlinské muzeum

### Motýli a housenky střední Evropy 1–6
- MACEK, Jan et al. Motýli a housenky střední Evropy. Noční motýli I. 1. vyd. Praha: Academia, 2007. 371 s. Atlas. ISBN 978-80-200-1571-6.
- MACEK, Jan et al. Motýli a housenky střední Evropy. II., Noční motýli – můrovití. 1. vyd. Praha: Academia, 2008. 490 s. Atlas. ISBN 978-80-200-1571-6.
- MACEK, Jan, PROCHÁZKA, Josef a TRAXLER, Ladislav. Motýli a housenky střední Evropy. Noční motýli III. – píďalkovití. 1. vyd. Praha: Academia, 2012. 417 s. Atlas. ISBN 978-80-200-1571-6.
- MACEK, Jan et al. Motýli a housenky střední Evropy. IV., Denní motýli. 1. vyd. Praha: Academia, 2015. 539 s. Atlas. ISBN 978-80-200-1571-6.
- LAŠTŮVKA, Aleš et al. Motýli a housenky střední Evropy. V., Drobní motýli I. 1. vyd. Praha: Academia, 2018. 532 s. Atlasy. ISBN 978-80-200-2852-5.
- ŠUMPICH, Jan; LIŠKA, Jan; LAŠTŮVKA, Zdeněk a LAŠTŮVKA, Aleš. Motýli a housenky střední Evropy. VI., Drobní motýli II. 1. vyd. Praha: Academia, 2022. 811 s. Atlasy. ISBN 978-80-200-3315-4.